# Barbara Vanderlinden
 (juin 2022).
 (juin 2022).
La mise en forme du texte ne suit pas les recommandations de Wikipédia : il faut le « wikifier ».
Les points d'amélioration suivants sont les cas les plus fréquents. Le détail des points à revoir est peut-être précisé sur la page de discussion.
- Les titres sont pré-formatés par le logiciel. Ils ne sont ni en capitales, ni en gras.
- Le texte ne doit pas être écrit en capitales (les noms de famille non plus), ni en gras, ni en italique, ni en « petit »…
- Le gras n'est utilisé que pour surligner le titre de l'article dans l'introduction, une seule fois.
- L'italique est rarement utilisé : mots en langue étrangère, titres d'œuvres, noms de bateaux, etc.
- Les citations ne sont pas en italique mais en corps de texte normal. Elles sont entourées par des guillemets français : « et ».
- Les listes à puces sont à éviter, des paragraphes rédigés étant largement préférés. Les tableaux sont à réserver à la présentation de données structurées (résultats, etc.).
- Les appels de note de bas de page (petits chiffres en exposant, introduits par l'outil «  Source ») sont à placer entre la fin de phrase et le point final[comme ça].
- Les liens internes (vers d'autres articles de Wikipédia) sont à choisir avec parcimonie. Créez des liens vers des articles approfondissant le sujet. Les termes génériques sans rapport avec le sujet sont à éviter, ainsi que les répétitions de liens vers un même terme.
- Les liens externes sont à placer uniquement dans une section « Liens externes », à la fin de l'article. Ces liens sont à choisir avec parcimonie suivant les règles définies. Si un lien sert de source à l'article, son insertion dans le texte est à faire par les notes de bas de page.
- La présentation des références doit suivre les conventions bibliographiques. Il est recommandé d'utiliser les modèles {{Ouvrage}}, {{Chapitre}}, {{Article}}, {{Lien web}} et/ou {{Bibliographie}}. Le mode d'édition visuel peut mettre en forme automatiquement les références.
- Insérer une infobox (cadre d'informations à droite) n'est pas obligatoire pour parachever la mise en page.

Pour une aide détaillée, merci de consulter Aide:Wikification.
Si vous pensez que ces points ont été résolus, vous pouvez retirer ce bandeau et améliorer la mise en forme d'un autre article.
Barbara Vanderlinden, née en 1965, est une critique d'art, éditrice et commissaire d'exposition belge.
Son travail de commissaire tout au long des années 1990 est lié à Roomade, organisation artistique basée à Bruxelles, fondée en 1996 et au Laboratorium (Art exhibition).

## Biographie
Barbara Vanderlinden a occupé le poste de directrice de la « Brussels Biennial », et a organisé plus de cinquante expositions et diverses biennales internationales, y compris la « Taipei Biennial: Do You Believe in Reality? », au Taipei Fine Arts Museum (en); « Manifesta 2, biennale européenne d'art contemporain »; « Generation Z » au MoMA PS1 à New York, et Two Hours Wide, Two Hours Long 58/98 au Centre culturel de Belém à Lisbonne.
Plus récemment[Quand ?], elle a occupé le poste de professeure et directrice du centre d'étude et de recherche Exhibition Laboratory de l'Université des arts d'Helsinki (Taideyliopisto) en Finlande, où elle a organisé « Laboratory of Hearing ».
Auparavant, elle a été professeure et initiatrice (2001) du nouveau programme Gwangju Biennale International Curator Course de la Biennale de Gwangju, à Gwangju en Corée du Sud ; professeure associée en études curatoriales pour le CCS Bard Master of Arts Program in Curatorial Studies à Annandale-on-Hudson aux États-Unis; professeure associée (2004-2008) en études curatoriales et histoire des expositions à San Francisco Art Institute (SFAI) aux États-Unis.
Elle est l'auteure d'un ouvrage de référence[réf. nécessaire] en matière d'histoires d'expositions et des biennales en Europe intitulé : The Manifesta Decade: Debates on Contemporary Art Exhibitions and Biennials in Post-Wall Europe [La décennie manifeste : débats sur les expositions d'art contemporain et les biennales en Europe après la chute du mur de Berlin] (MIT Press. 2005).
Elle travaille sur une série de publications  consacrée à la nouvelle génération d'artistes contemporains, intitulée : Prognostics ,sorties en mars/avril 2016. Elles sont consacrées au travail des artistes Amalia Ulman, Ho Rui An et Jaakko Pallasvuo.